# Mleczaj pręgowany

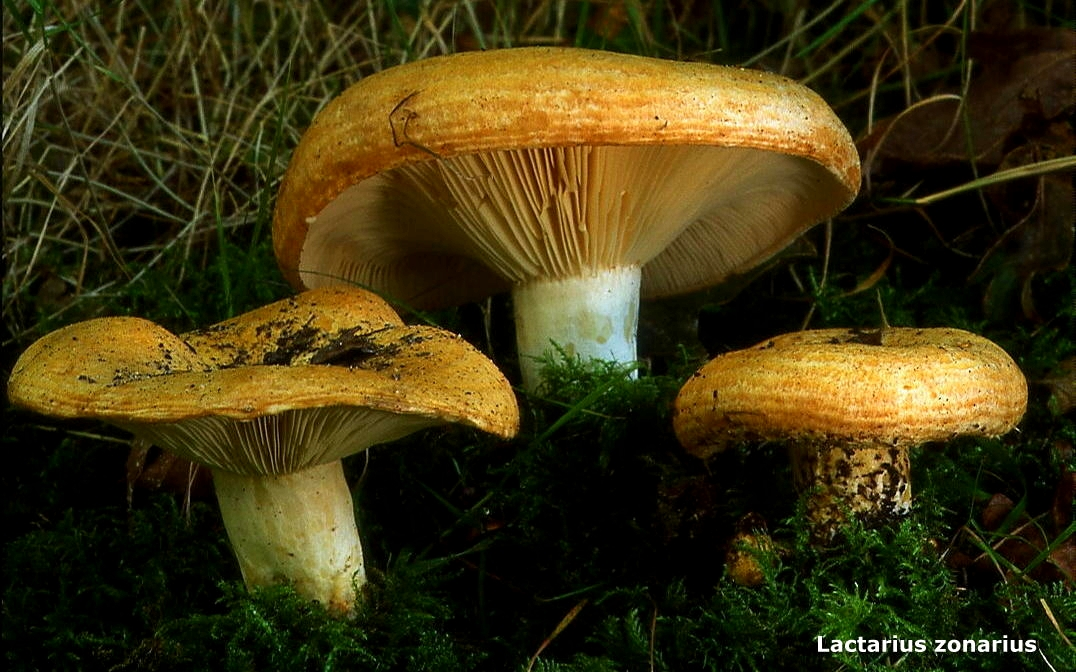

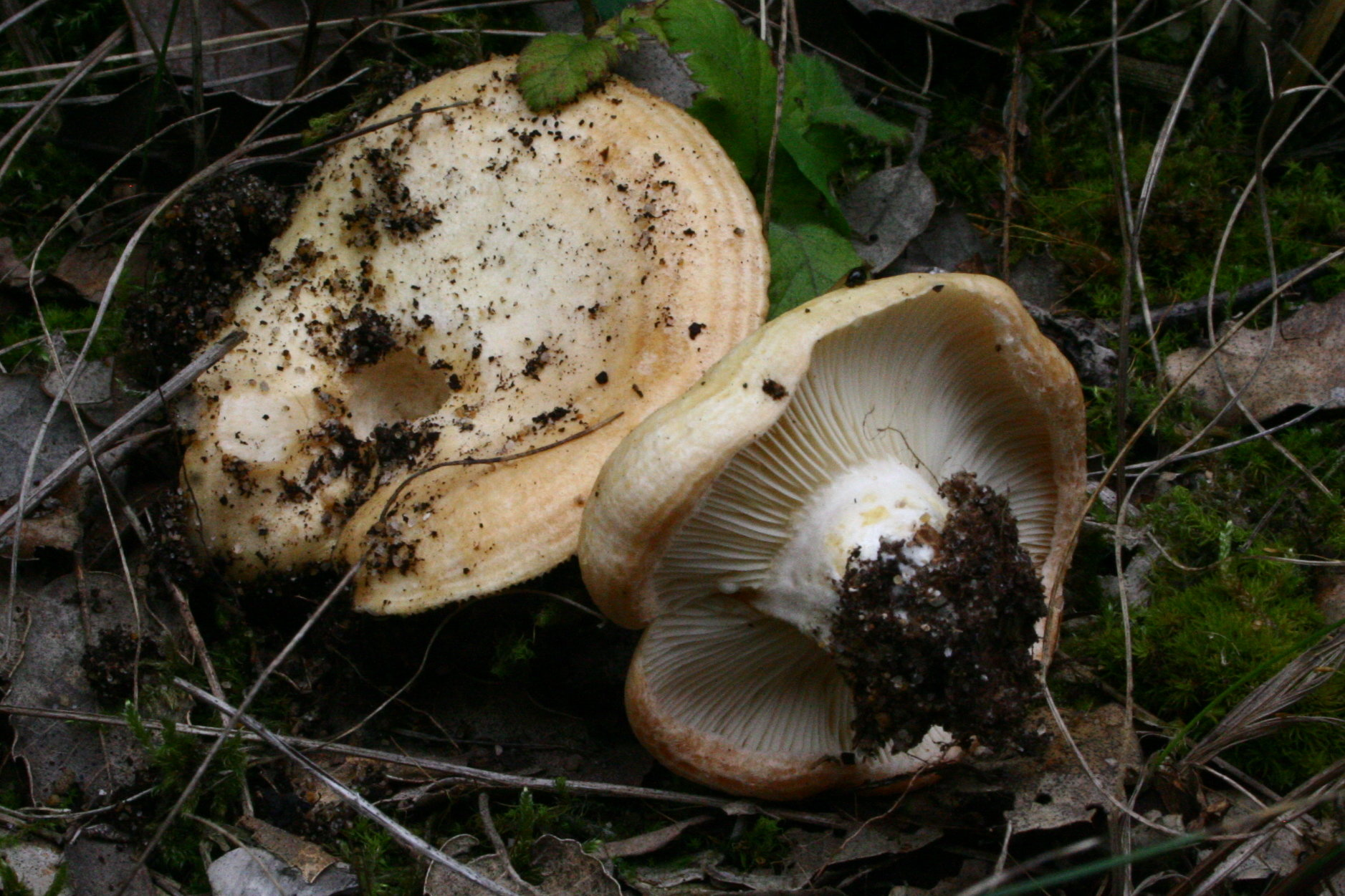

Mleczaj pręgowany, mleczaj niesmaczny (Lactarius zonarius (Bull.) Fr.) – gatunek grzybów z rodziny gołąbkowatych (Russulaceae).

## Systematyka i nazewnictwo
Pozycja w klasyfikacji według Index Fungorum: Lactarius, Russulaceae, Russulales, Incertae sedis, Agaricomycetes, Agaricomycotina, Basidiomycota, Fungi.
Po raz pierwszy takson ten zdiagnozował w 1783 r. Jean Baptiste Bulliard, nadając mu nazwę Agaricus zonarius. Obecną, uznaną przez Index Fungorum nazwę nadał mu w 1838 r. Elias Fries, przenosząc go do rodzaju Lactarius. Niektóre synonimy naukowe:

- Agaricus insulsus Fr. 1821
- Galorrheus insulsus (Fr.) P. Kumm. 1871
- Galorrheus zonarius (Bull.) P. Kumm. 1871
- Lactarius insulsus (Fr.) Fr.1838
- Lactifluus insulsus (Fr.) Kuntze 1891
- Lactifluus zonarius (Bull.) Kuntze 1891

Obydwie polskie nazwy podała Alina Skirgiełło w 1998 r., według ówczesnych bowiem ujęć taksonomicznych były to 2 odrębne gatunki: Lactarius insulsus (Fr.) Fr. (mleczaj niesmaczny) i Lactarius zonarius (Bull.) Fr. Jednak według aktualnych ujęć Index Fungorum L. insulsus jest synonimem L. zonarius, tak więc prawidłowa polska nazwa tego gatunku to mleczaj pręgowany.

## Morfologia
Kapelusz
Średnica 5–19 cm, rzadko do 12 cm, kształt początkowo płaski z podwiniętym brzegiem, potem głęboko wklęsły, często z falistym lub płatowatym brzegiem. Powierzchnia w stanie wilgotnym nieco śluzowata, w stanie suchym początkowo zupełnie gładka, potem nieco oszroniona, żółta z cytrynowym odcieniem, ochrowa do pomarańczowozłotej, z licznymi, gęstymi, koncentrycznymi, nieco ciemniejszymi pręgami tej samej barwy, tylko przy brzegu bardziej szarymi.
Blaszki
Jasnokremowe, gęste.
Trzon
Wysokość 2–4 cm, grubość 1–2 cm, masywny, walcowaty, pełny lub częściowo pusty. Powierzchnia u młodych okazów biała, u starszych ochrowoszara, matowa, gładka, ale czasami brudnoochrowymi jamkami, u podstawy z rzadką, kremową grzybnią. Po uciśnięciu zmienia barwę na brudnoochrową.
Miąższ
Jędrny, twardy, biały, tylko w korze trzonu nieco rudawy, po dłuższym czasie na powietrzu staje się żółty do szarorudego, w końcu szary. Ma owocowy zapach. Mleczko wydziela się obficie, jest białe, nie zmienia na powietrzu barwy, w smaku jest bardzo ostre i gorzkie.
Wysyp zarodników
Jasnoochrowy.
Cechy mikroskopowe
Bazydiospory 7–9,5 × 6–7,5 µm, szeroko owalne, o powierzchni siateczkowatej z pojedynczymi brodawkami. Podstawki 40–50 × 8–10 µm. Cystydy nieliczne, wąskowrzecionowate z długim wierzchołkiem.
Gatunki podobne
Bywa mylony z mleczajem najostrzejszym (Lactarius acerrimus), który odróżnia się jaśniejszym kapeluszem i mniej wyraźnymi pręgami, oraz brakiem plamek na trzonie. Mleczaj złocisty (Lactarius chrysorrheus) ma również białe i gorzkie mleczko, ale nie palące, a na powietrzu szybko zmieniające kolor na żółty.

## Występowanie i siedlisko
Występuje w Ameryce Północnej, Europie i Azji. W Polsce gatunek rzadki. Najbardziej aktualne stanowiska podaje internetowy atlas grzybów. Znajduje się na Czerwonej liście roślin i grzybów Polski. Ma status E – gatunek zagrożony wyginięciem. Znajduje się na listach gatunków zagrożonych także w Niemczech i Holandii.
Naziemny grzyb mykoryzowy. Rośnie w lasach, zaroślach i na leśnych polanach. Pojawia się od lipca do października. Najczęściej spotykany jest pod topolami i dębami.

## Znaczenie
Grzyb niejadalny z powodu bardzo piekącego smaku.